# كارلوس غارسيا (لاعب كرة قدم سويدي)
كارلوس غارسيا (بالسويدية: Carlos Garcia Ambrosiani)‏ (17 يناير 1993 في السويد - ) هو لاعب كرة قدم سويدي في مركز الدفاع. لعب مع نادي بارما ونادي براغي ونادي بيروجيا ونادي يورغوردينس ويوفنتوس وHuddinge IF ‏ وBrønshøj Boldklub ‏ ونادي جونكوبينغ سودرا ‏.

## وصلات خارجية
- كارلوس غارسيا على موقع اتحاد السويد (السويدية)
- كارلوس غارسيا على موقع قاعدة بيانات كرة القدم.إي يو (الإنجليزية)
- كارلوس غارسيا على موقع Soccerway.com (الإنجليزية)